# Otto Cordes
Otto Cordes (ur. 31 sierpnia 1905 w Magdeburgu, zm. 24 grudnia 1970 w São Paulo) – niemiecki piłkarz wodny. Dwukrotny medalista olimpijski.
W 1928 w Amsterdamie wspólnie z kolegami został mistrzem olimpijskim. Cztery lata później znalazł się zaś wśród srebrnych medalistów igrzysk. Był medalistą mistrzostw Europy w 1926 i 1931. Startował w barwach SC Hellas Magdeburg. 
Był ojcem Burkharda – brązowego medalisty olimpijskiego w żeglarstwie z 1968 roku.